# 上海教育超市
上海教育超市是中華人民共和國上海市的一家大学校园消费品连锁超市，歷史可以追溯到1997年。1998年4月，首個門店在上海交通大學開業。1999年7月，上海市高校后勤服务公司、复旦大學、同济大學、上海交通大學、上海財經大學等后勤部门共同投资500万元人民幣成立上海教育超市有限公司。之後上海教育超市除了在大學裡面經營內還擴張至中等学校、医院及政府机关。